# Згорній Петелинєк
Згорній Петелинєк (словен. Zgornji Petelinjek) — поселення в общині Луковиця, Осреднєсловенський регіон, Словенія. 
Висота над рівнем моря: 448,5 м.